# Aleksandr Rındin
Aleksandr Yevqenyeviç Rındin (ros. Александр Евгеньевич Рындин, Aleksandr Jewgienjewicz Ryndin; ur. 14 stycznia lub 5 kwietnia 1985 w Sumgaicie) – azerski koszykarz grający na pozycji środkowego. Reprezentant Azerbejdżanu w tej dyscyplinie sportu. Dwukrotny zdobywca mistrzostwa małych krajów Europy, czterokrotny mistrz Azerbejdżanu.

## Życiorys
Rındin jest wychowankiem azerskiego klubu Qala Baku, w którym grał do 2006 roku. Z drużyną tą w latach 2003–2006 czterokrotnie zdobywał mistrzostwo Azerbejdżanu. W 2004 roku wziął także udział w meczu gwiazd ligi azerskiej. W 2005 roku zgłosił się do draftu NBA, jednak wycofał swoje zgłoszenie przed rozpoczęciem draftu. Od 2006 do 2008 roku był zawodnikiem rosyjskiego klubu Ural Great Perm, jednak występował w nim głównie w drużynie rezerw – w ostatnim sezonie (2008/2009) w pierwszej drużynie z Permu wystąpił w 2 meczach ligowych, w których nie zdobył punktu i 7 spotkaniach EuroChallenge. W lutym 2010 roku został koszykarzem Turowa Zgorzelec. W barwach Turowa rozegrał 3 mecze Polskiej Ligi Koszykówki, w których zdobył łącznie 4 punkty, 3 zbiórki i 3 bloki. Kolejny sezon (2010/2011) spędził w tureckim TED Ankara Kolejliler Spor Kulübü, w którego barwach występował w drugiej lidze tureckiej, zdobywając średnio po 3,3 punktu i 2,5 zbiórki na mecz. W listopadzie 2011 roku został zawodnikiem rosyjskiego klubu Uniwiersitiet-Jugra Surgut, w którym występuje nieprzerwanie od tego czasu. 
Rındin grał w koszykarskiej reprezentacji Azerbejdżanu od 2004 do 2012 roku. Wystąpił wraz z nią na igrzyskach solidarności islamskiej w 2005 roku. W 2006 i 2008 roku wraz z azerską kadrą zdobył także zdobywca mistrzostwo małych krajów Europy.
Mierzący 225 centymetrów wzrostu Rındin grając w Turowie, został nie tylko najwyższym koszykarzem w historii Polskiej Ligi Koszykówki (poprzednim rekordzistą był Aleksandar Radojević – 221 cm), ale i najwyższym zawodnikiem, jaki kiedykolwiek zagrał w meczu ligowym polskiej ligi, niezależnie od poziomu rozgrywkowego (rekordzistą w tym względzie w momencie debiutu Rındina był Wiktor Zabołotny – 222 cm). Rındin jest również uznawany za najwyższego Azera.